# The Conjuring - Il rito finale
The Conjuring - Il rito finale (The Conjuring: Last Rites) è un film del 2025 diretto da Michael Chaves.
La pellicola, sequel di The Conjuring - Per ordine del diavolo del 2021 e decimo capitolo dell'omonima serie cinematografica, è l'ultimo film della serie incentrato sulle indagini di Ed e Lorraine Warren ed è basato sul caso dell'infestazione della famiglia Smurl.

## Trama
Cinque anni dopo il processo ad Arne Johnson, i coniugi Warren hanno lasciato l'attività investigativa per dedicarsi al lavoro universitario. Tuttavia, quando il lavoro scarseggia, i due decidono di seguire un ultimo caso, quello di Janet e Jack Smurl, la cui casa sembra ospitare un'entità sovrannaturale. 

## Produzione
Nel febbraio 2024 Michael Chaves è stato riconfermato per la regia del nuovo episodio del franchise.
Le riprese principali si sono svolte a Londra tra il settembre e il novembre 2024.

## Promozione
Il primo teaser trailer è stato pubblicato l'8 maggio 2025.

## Distribuzione
La distribuzione nelle sale italiane è prevista per il 4 settembre 2025, seguita il giorno dopo dai cinema statunitensi.